# Christkönig (Kloten)

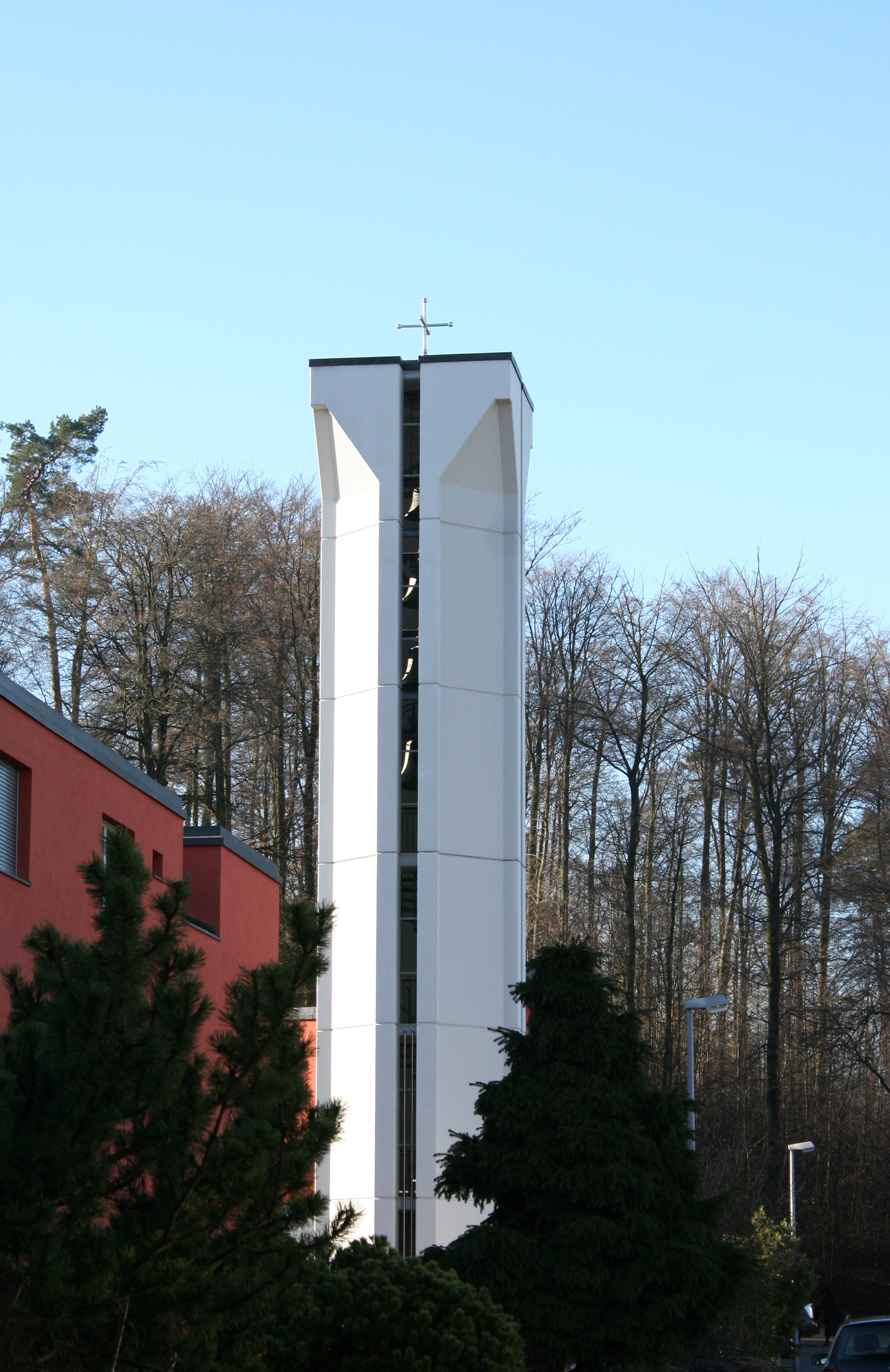
Kirchturm von Christkönig Kloten

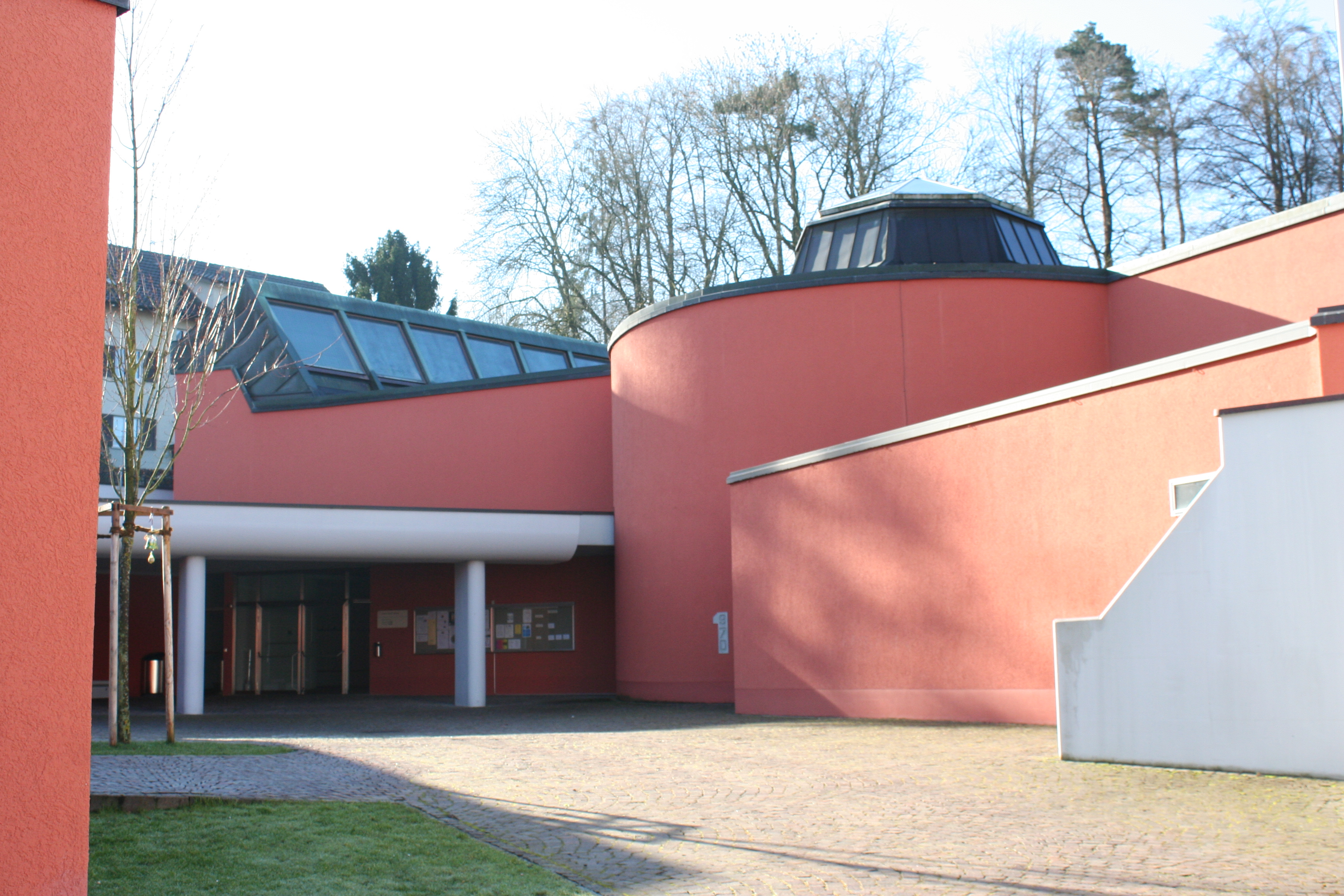
Kirche mit Vorplatz

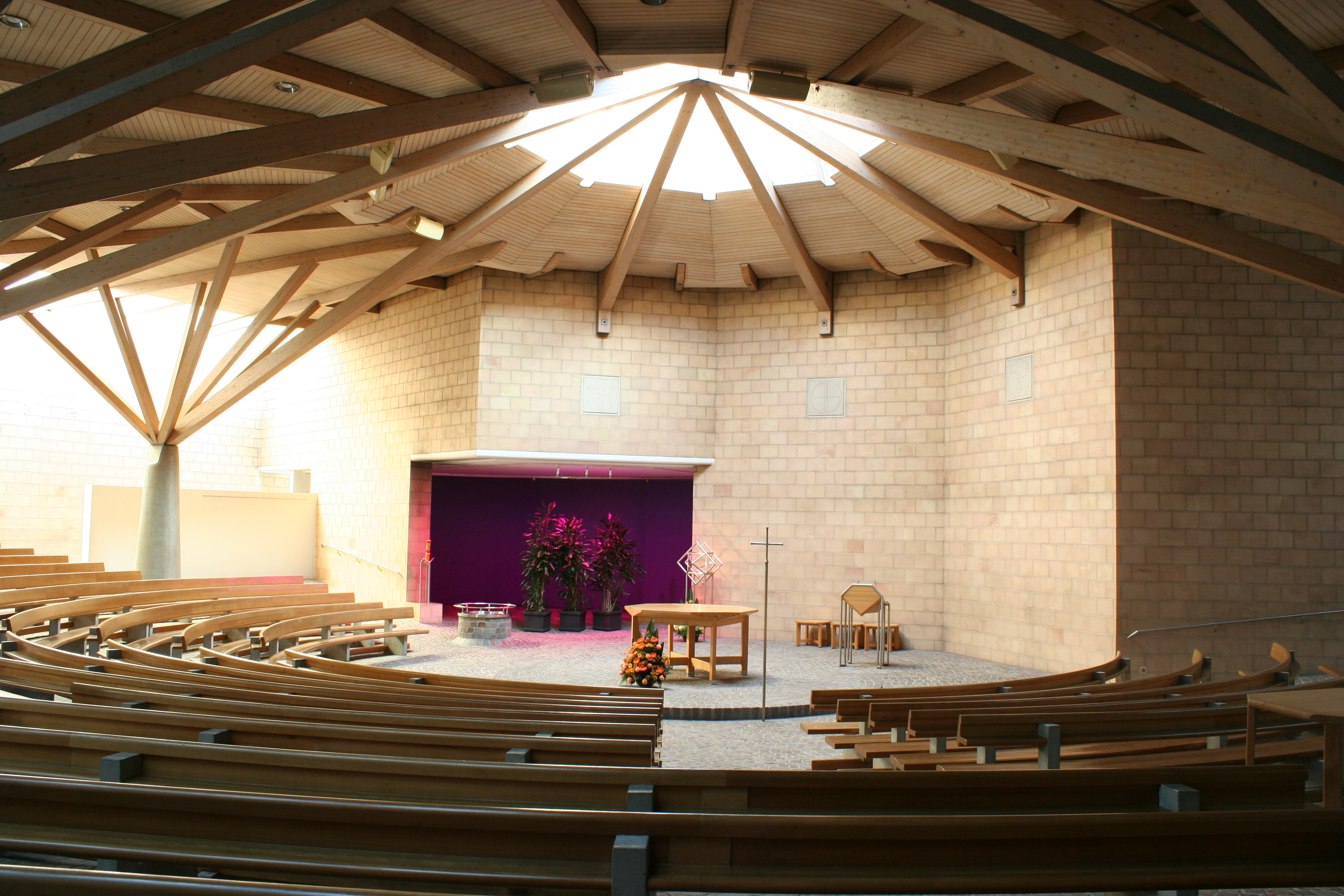
Das Innere der Kirche

Christkönig ist die römisch-katholische Pfarrkirche von Kloten im Zürcher Unterland. 

## Geschichte

### Vorgeschichte
Im Jahr 1188 wurde erstmals eine Kirche in Kloten urkundlich erwähnt. Es handelte sich um eine Liebfrauenkirche, zu deren Pfarrei auch die Orte Bassersdorf, Dietlikon und Wallisellen gehörten. Später wurde in den Urkunden auch der hl. Martin als Patrozinium erwähnt. Die Kollatur lag zunächst bei den Freiherren von Tengen, 1303 bzw. 1311 ging diese dann an Österreich. Im Jahr 1389 wurde die Liebfrauenkirche Kloten ans Kloster Wettingen vergabt und 1406 diesem Kloster inkorporiert. Im Jahr 1838, vier Jahre nachdem das Vermögen des Klosters unter die Aufsicht des Kantons Aargau gestellt wurde, übertrug dieser die Kirche in Kloten dem Kanton Zürich.
Nach der Reformation in Zürich im Jahr 1523 musste der letzte katholische Pfarrer von Kloten, Ulrich Kern (1500–1530), auf Zwang Zürichs 1527 die Seelsorge aufgeben. In den folgenden Jahrhunderten waren im Kanton Zürich katholische Gottesdienste verboten. Als im Jahr 1807 in Zürich die Tagsatzung stattfand, kam es zum sogenannten Toleranzedikt, das erstmals wieder katholische Gottesdienste gestattete, allerdings örtlich beschränkt. Ab 1833 durften im Fraumünster Zürich katholische Gottesdienste gefeiert werden. 1842 wurde den in Zürich lebenden Katholiken die Augustinerkirche zur Verfügung gestellt. Als am 8. Juni 1873 die in Zürich lebenden Katholiken gegen das Unfehlbarkeitsdogma protestierten, traten sie mehrheitlich zur neu gegründeten christkatholischen Kirche über, weshalb die in der römisch-katholischen Kirche Verbliebenen eine neue Kirche bauen mussten. So entstand im Jahr 1874 die Kirche St. Peter und Paul in Zürich-Aussersihl, die zur Mutterpfarrei von der Stadt und Region Zürich wurde, zu der Kloten dazugezählt wird. Von St. Peter und Paul Zürich-Aussersihl aus entstand die Pfarrei Herz Jesu Zürich-Oerlikon im Jahr 1894 und von dieser wiederum im Jahr 1935 Maria Lourdes Zürich-Seebach, aus der schliesslich die Pfarrei Christkönig in Kloten hervorging.

### Entstehungs- und Baugeschichte
Am 11. Oktober 1942 wurde in Kloten eine Missionsstation errichtet und am gleichen Tag die „Garage-Notkapelle“ in der „Breiti“ am Spitzweg gesegnet und bezogen. Am 22. September 1942 wurde die Liegenschaft Zahne im „Spitz“ als Bauplatz für die künftige Kirche erworben. Am 8. Juni 1947 war der Baubeginn für die erste Christkönigskirche in Kloten, die am 28. August 1948 benediziert wurde. In den Jahren 1969–1972 wurde dann diese Kirche durch den Neubau der heutigen Kirche Christkönig samt Pfarrhaus und Pfarreizentrum ersetzt. Erbaut wurde das Ensemble von den Architekten Willi Egli und Ewald Viquerat. Am 9. April 1972 weihte der Bischof von Chur, Johannes Vonderach, die Kirche feierlich ein.
Die Pfarrei Christkönig gehört staatsrechtlich zur katholischen Kirchgemeinde Kloten, zu der auch die politischen Gemeinden Nürensdorf und Bassersdorf dazugehören. Die  letzten beiden politischen Gemeinden werden von der Pfarrei St. Franziskus in Bassersdorf betreut. Mit ihren 5'216 Mitgliedern (Stand 2021) ist die Pfarrei Christkönig eine der mittelgrossen katholischen Pfarreien des Kantons Zürich.

## Baubeschreibung

### Paradigmenwechsel im Kirchenbau
Im Kanton Zürich wurden in gut 150 Jahren über hundert katholische Kirchen gebaut. Diese rege Bautätigkeit war nötig, da Zürich seit der Reformation die Katholiken als „Zugewanderte“ Kirchen neu erbauen mussten. Anhand der  katholischen Kirchen im Zürcher Unterland lässt sich ein doppelter Paradigmenwechsel im katholischen Kirchenbau innerhalb von 30 Jahren ablesen, der auch anhand anderer Kirchen, die in dieser Zeitspanne im Kanton Zürich errichtet wurden, belegt werden kann. Vor dem Hintergrund der Lage in der Diaspora und des Kulturkampfs errichteten die Katholiken im Kanton Zürich ab den 1890er-Jahren monumentale Kirchen, sobald dies die Finanzen zuliessen. Dieses erstarkte Selbstbewusstsein der Katholiken im Kanton Zürich kann anhand der früh erbauten Dreifaltigkeitskirche in Bülach (erbaut 1901–1902) oder anhand der in den 1960er Jahren erbauten, das Ortsbild prägenden Kirche St. Paulus Dielsdorf (errichtet 1960–1962) belegt werden. 
Ab den 1960er Jahren gerieten die Kirchen jedoch zunehmend unter Druck. So entstand der Gedanke, bei Neubauten gestalterische Zurückhaltung zu üben. Neu errichtete Kirchenbauten ab den 1970er Jahren belegen dies, so z. B. die Kirche St. Mauritius Regensdorf (erbaut 1973–1974), aber auch die Christkönigskirche in Kloten. Beide Kirchen wurden trotz ihrer Grösse auffällig zurückhaltend gestaltet und verzichten auf einen das Ortsbild prägenden Kirchturm. Zur äusseren Gestalt der Christkönigskirche Kloten schreibt die Pfarrei Kloten denn auch: „Viele Kirchen bestechen durch ihre äussere Gestalt und behaupten majestätisch ihren Platz in Dorf oder Stadt. Nicht so die Christkönigskirche: Fast unauffällig schmiegt sie sich an Hang und Wald und hat äusserlich eher seltsame Konturen. Diese haben sich gleichsam ergeben als äussere Begrenzung des Innenraumes.“
Ein zweiter Paradigmenwechsel bei der Gestaltung katholischer Kirchen lässt sich jedoch ab den 1990er Jahren bei den neu erbauten Gotteshäusern Auferstehungskirche St. Maria Magdalena in Rafz (errichtet 1993–1994) und St. Katharina von Siena in Fällanden (errichtet 1990–1992) ablesen. Die jüngsten Kirchbauten werden wieder selbstbewusster konzipiert, sodass diese Gotteshäuser mit ihrem Erscheinungsbild wieder den jeweiligen Ortsteil prägen. 

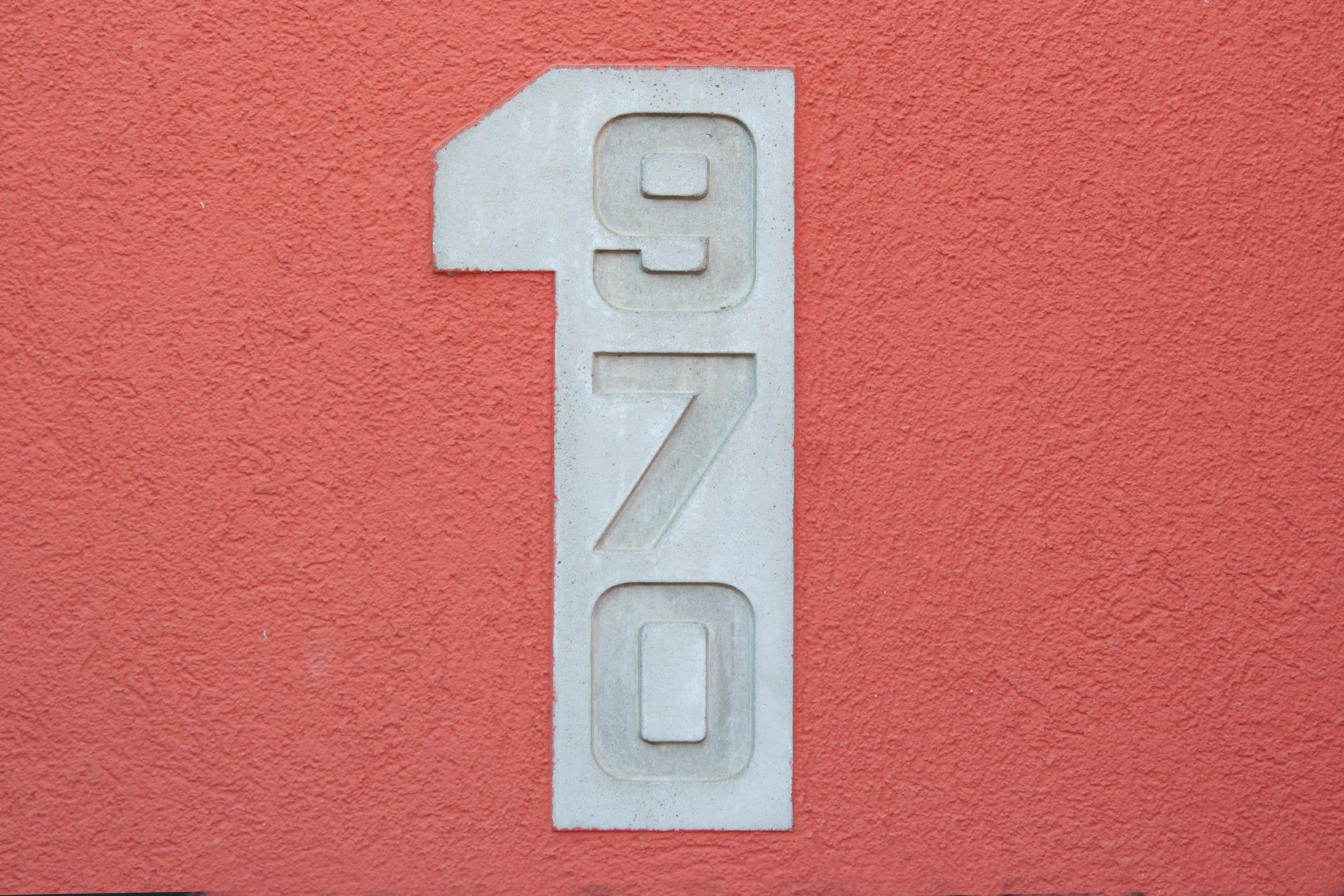
Grundstein
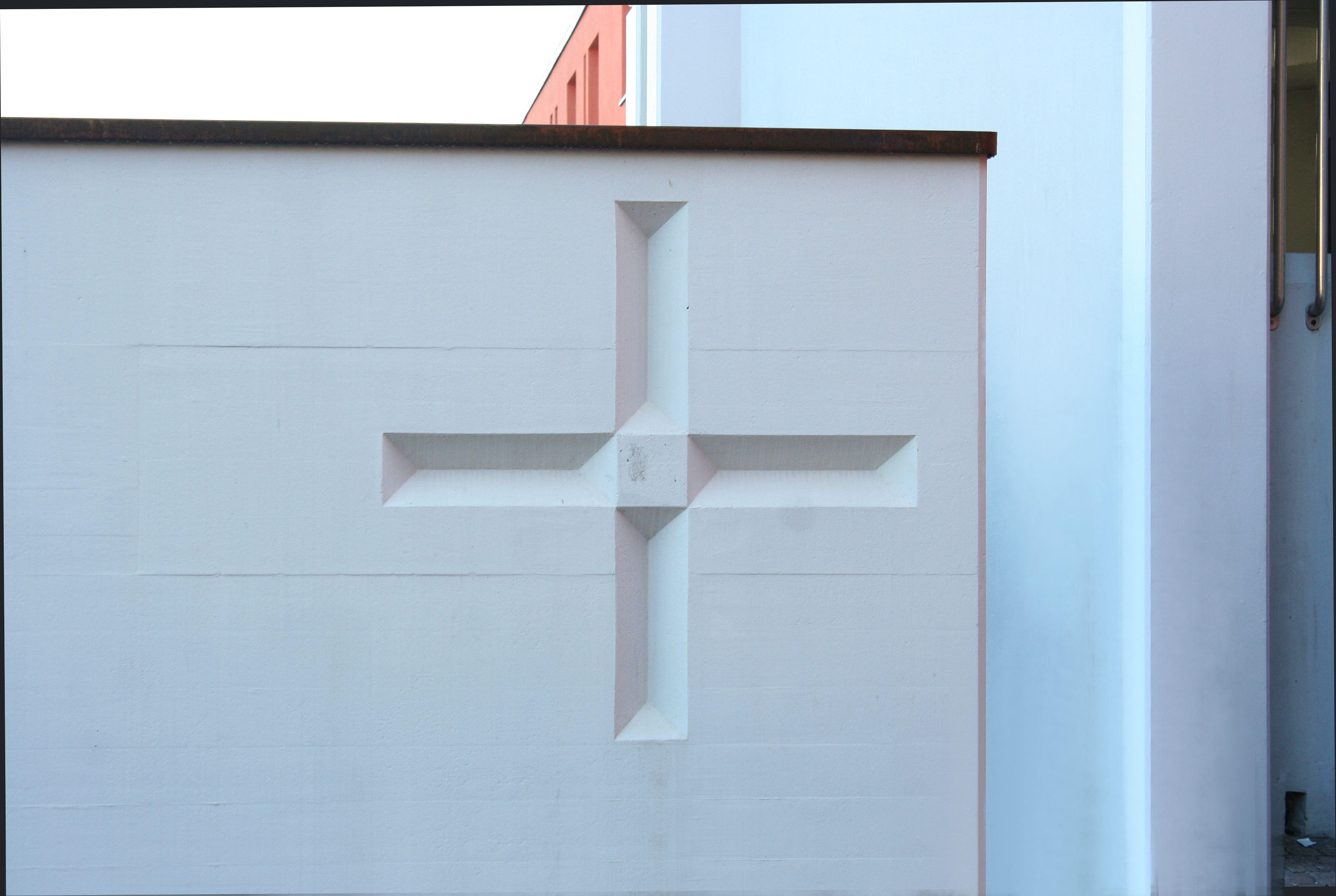
Betonkreuz
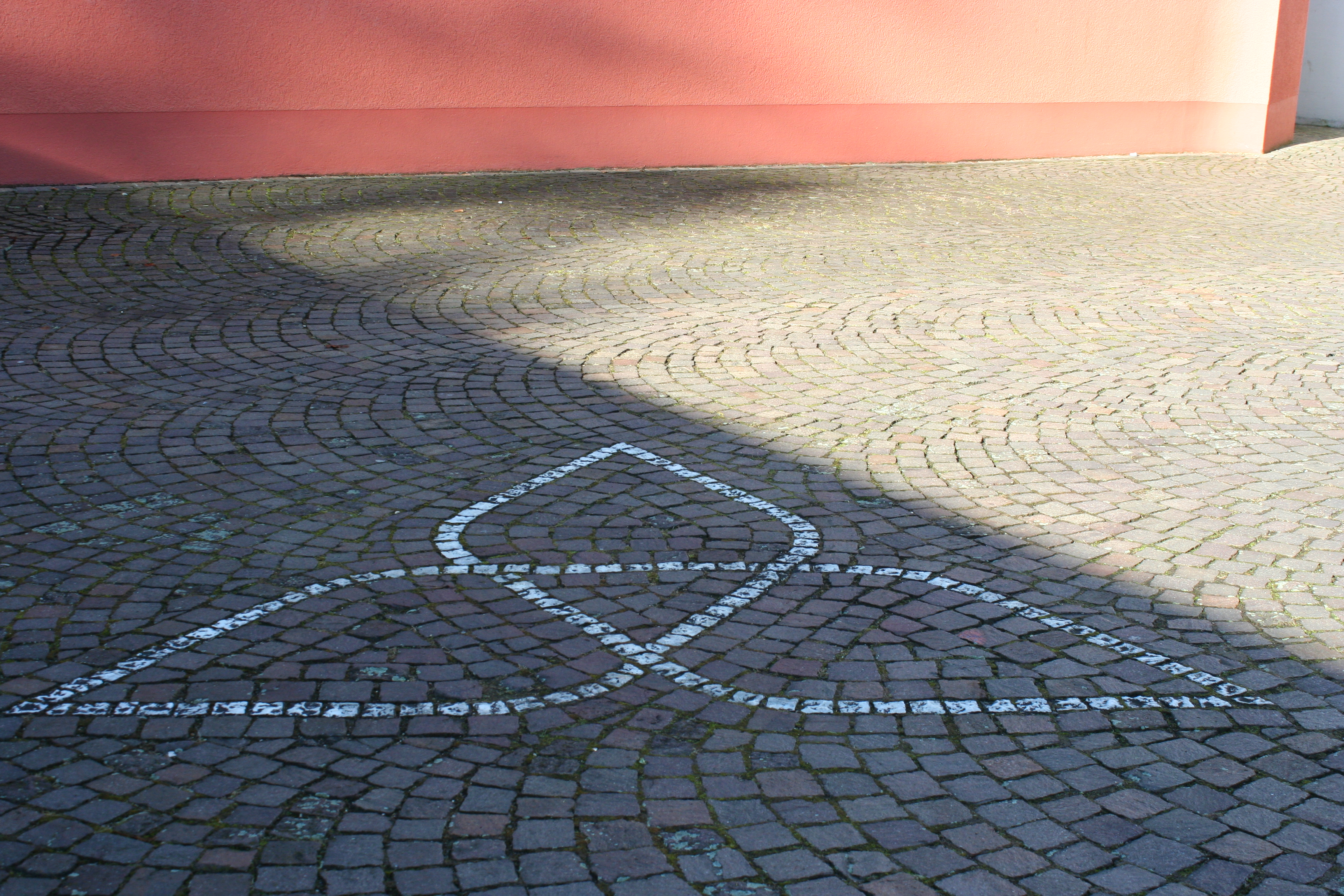
Pflasterung Kirchplatz
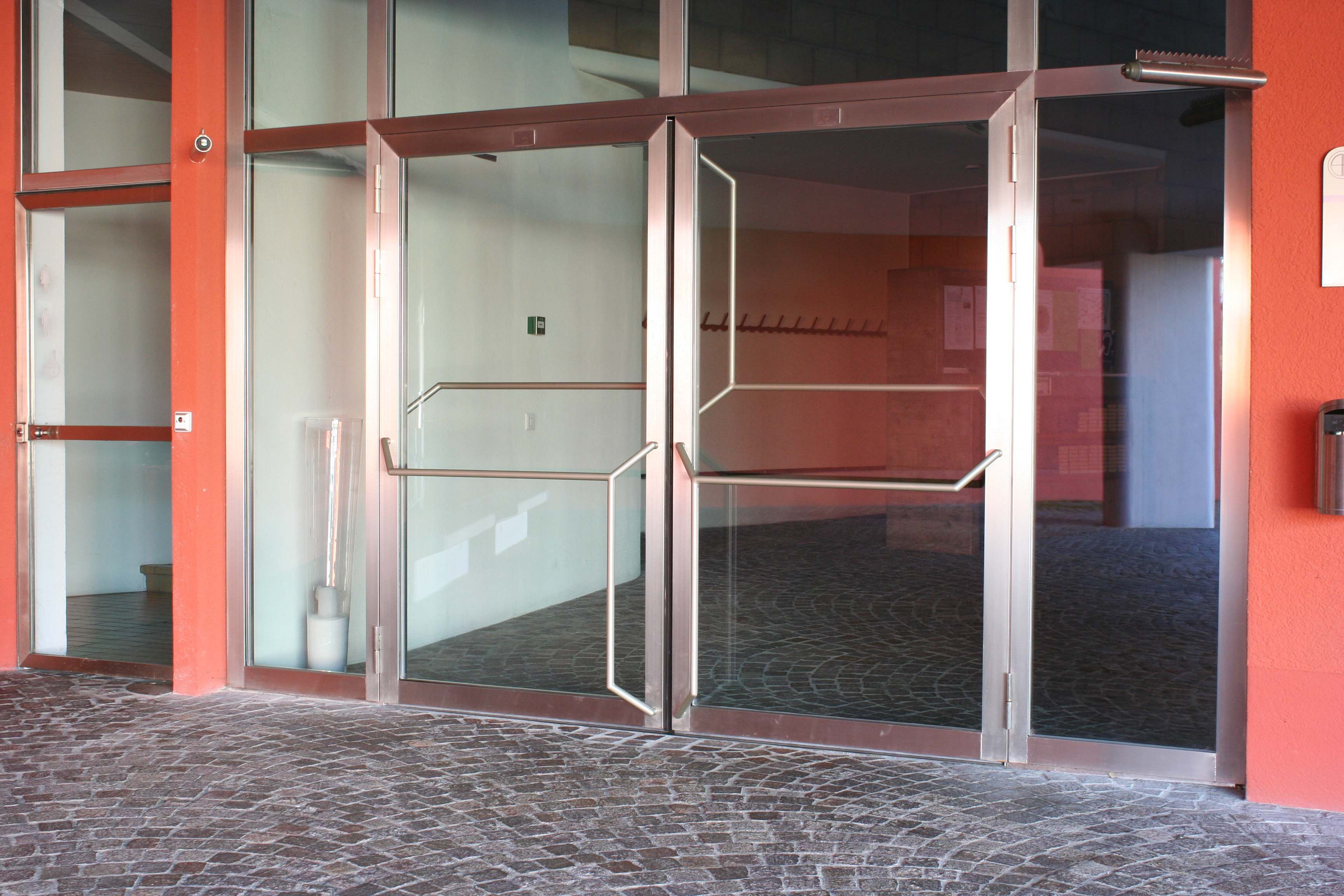
Kirchenportal
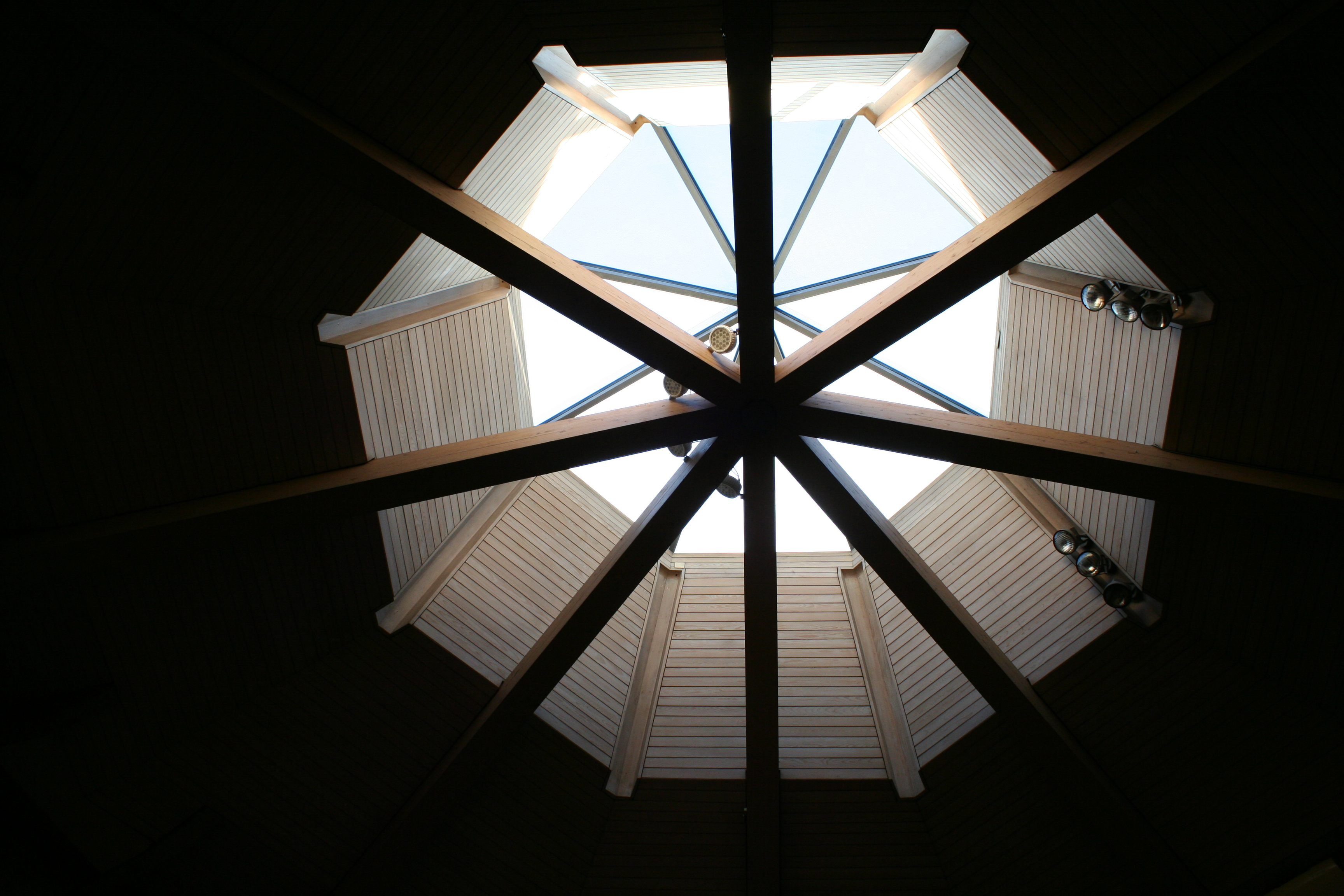
Lichtschacht über Altarraum

### Kirchturm und Äusseres
Das Erscheinungsbild der Kirche und des Pfarreizentrums der Christkönigspfarrei Kloten folgt den Grundsätzen des oben dargelegten ersten Paradigmenwechsels. Deshalb tritt der Kirchturm der Christkönigskirche im Stadtbild keineswegs markant in Erscheinung, obwohl er ein kräftiges Geläute birgt. Drei der vier Glocken stammen von der Vorgängerkirche. Sie wurden in der Glockengiesserei H. Rüetschi, Aarau gegossen und am 13. Mai 1956 geweiht. Im Jahr 1971 kam im Rahmen des Kirchenneubaus die vierte und größte Glocke dazu.
Daten der Glocken
| Glocke | Gewicht  | Schlagton | Widmung        | Inschrift                                                  |
| ------ | -------- | --------- | -------------- | ---------------------------------------------------------- |
| 1      | 1030 kg0 | f′        |                | „Zu den dreien mich gesellend verkünde ich Gemeinschaft“   |
| 2      | 722 kg   | g′        | Christkönig    | „Sieg und Sang ist mir, der König ist in Ewigkeit“ (Ex 15) |
| 3      | 517 kg   | a′        | Fatima         | „Zur Ehre Marias im Jubiläumsjahr 1954“                    |
| 4      | 303 kg   | c″        | Karl Borromäus | „Karl Borromäus, dem Apostel der Helvetier, gewidmet“      |

Die Glocken sind auf das Geläute der reformierten Kirche Kloten abgestimmt.

### Innenraum und künstlerische Ausstattung

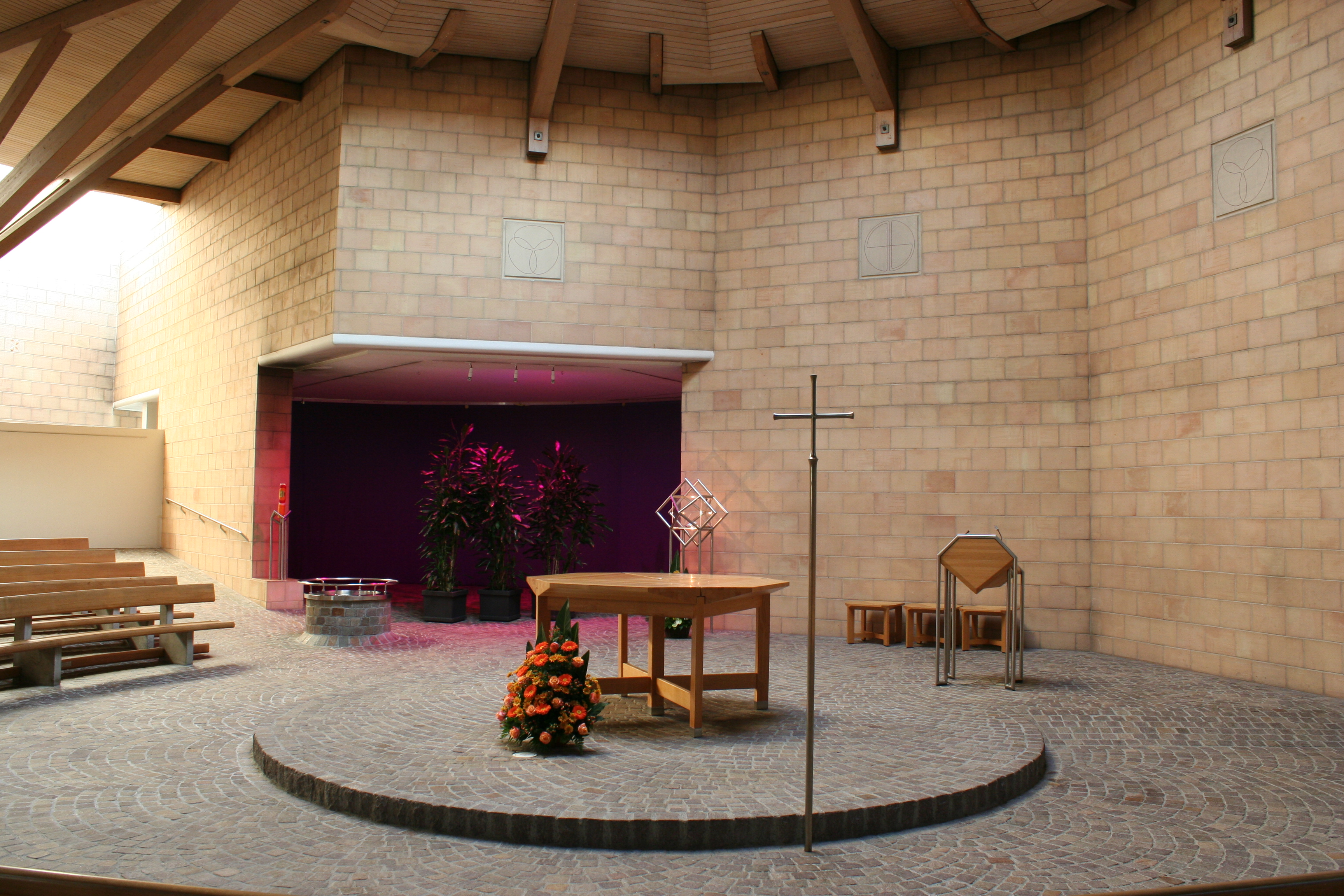
Altarraum

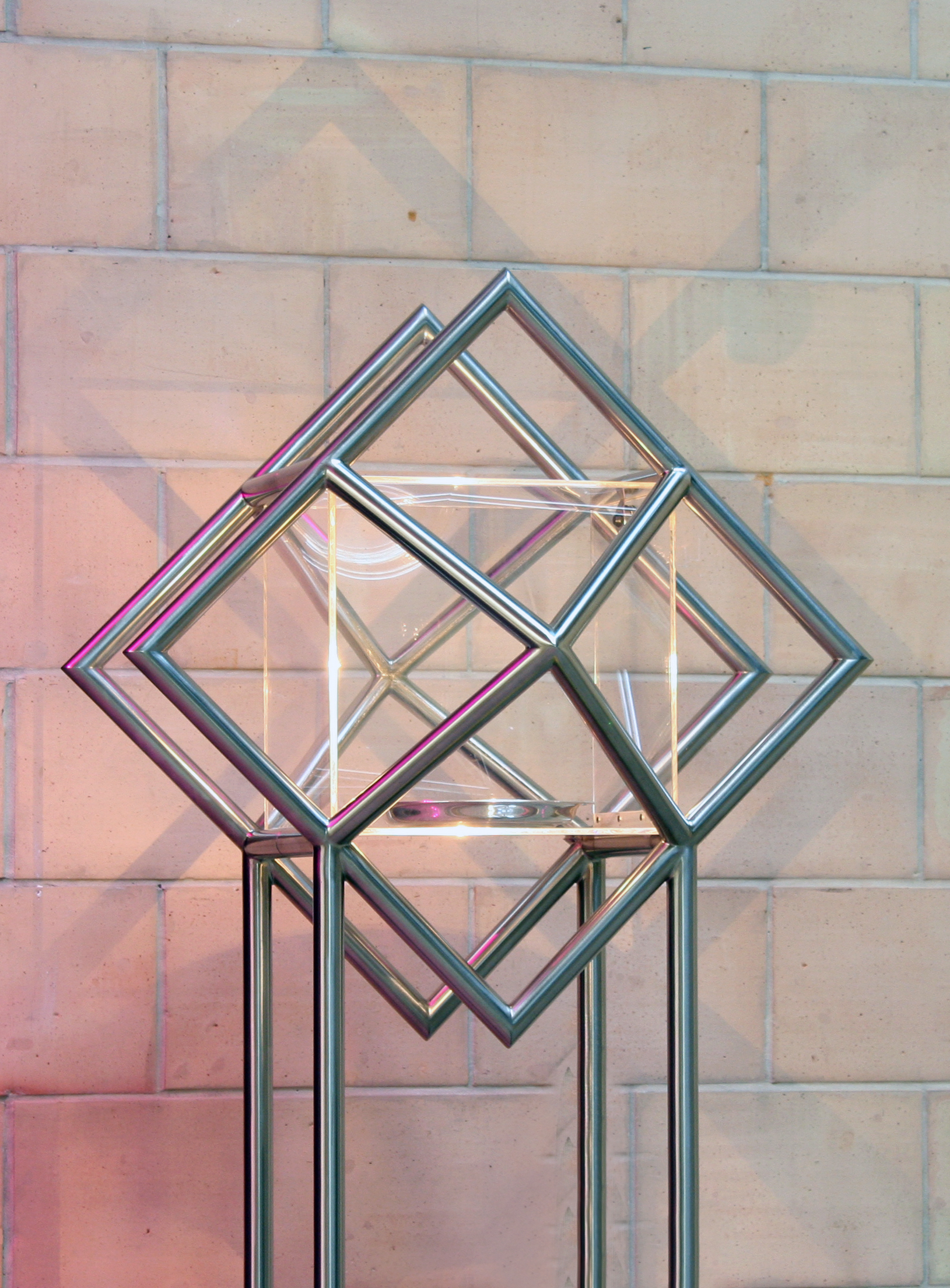
Tabernakel von Josef Caminada

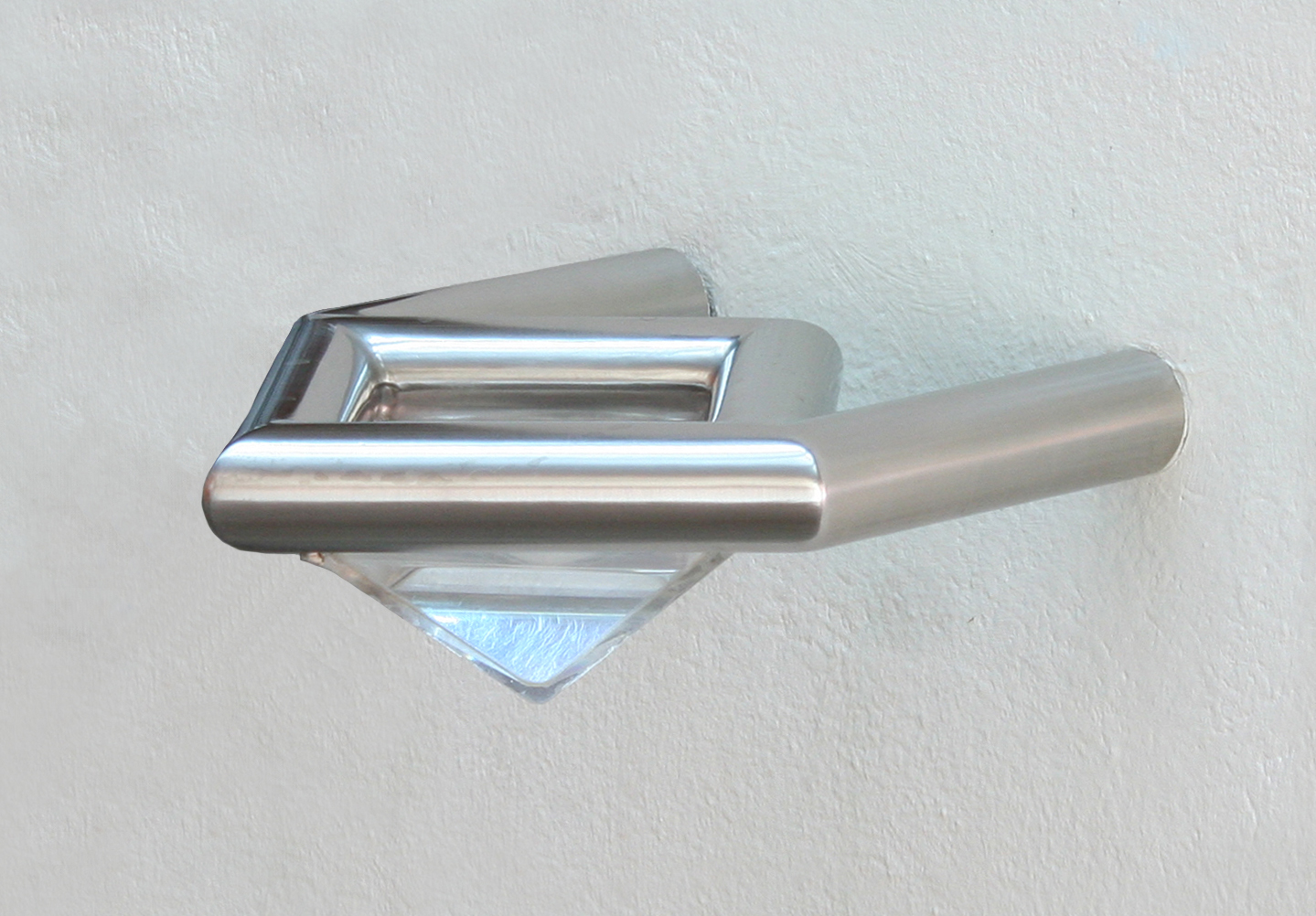
Weihwasserbecken

Der Weg vom Kirchplatz in die Kirche hinein führt den Besucher spiralförmig bis zum Innersten, zum Altar. Die Türen der drei Kircheneingänge sind kreuzförmig gestaltet. Wer eintreten will, wird das Kreuz in der Mitte aufstossen und nur durch das Kreuz hindurch den Innenraum erreichen. Die Kirchentüren bestehen aus Glas und verdeutlichen damit, dass die Kirche sich nicht als Raum versteht, wo man – unbehelligt durch die Probleme der Welt „draussen“ – sich gemütlich einrichten kann. Und umgekehrt versteht die Kirche ihr Gebet und ihr Handeln als Taten, die in die Gesellschaft hinauswirken sollen.
Die Christkönigskirche besitzt eine prägnante Zahlensymbolik: Der Innenraum besitzt fünf Säulen, die das Kirchendach tragen. Die Symbolzahl fünf erinnert an die fünf menschlichen Finger, Zehen und Sinne. Von den Säulen ragen fünf Balken der Mitte des Kirchenraumes zu, wo sich ihnen drei Balken entgegenstemmen, die in ihrer Dreizahl an die Trinität, an die Dreiheit Gottes erinnern. Zusammen ergeben die Deckenbalken die Zahl acht. Durch das achteckige Oberlicht der Kirche strömt das einzige direkte Tageslicht durch zwei verschobene, sich überlagernde Kreuze in die Kirche ein. Unter diesem Oberlicht befindet sich der Altar, das Zentrum des liturgischen Geschehens, auf den der spiralförmige Zugang zur Kirche den Besucher hinführt und sich das Kreuz des Oberlichts spiegelt.
Der Altar ist als Abendmahlstisch gestaltet und nimmt damit die Vorgaben der Liturgiekonstitution des Zweiten Vatikanischen Konzils auf. Die Gläubigen versammeln sich auf Bänken, die im Halbkreis um den Altar angeordnet sind. Die Einheit von Gläubigen und Seelsorgern finden somit räumlichen Ausdruck. Das Tageslicht fällt durch das Oberlicht zwischen acht Balken, die zusammen zwei Kreuze bilden, hindurch auf den Altartisch. Der Altar nimmt die Zahl acht auf, indem er als Achteck gestaltet wurde, und reduziert die Zahl acht auf das Kreuz in seiner Vierzahl. Das Kreuz prägt die Tischplatte des Altars und weist auf den theologischen Zusammenhang von Eucharistiefeier und Passion Jesu hin. Unter dem Altar symbolisieren die Pflastersteine des Kirchenbodens Wasserwellen, die wie beim Wurf eines Steines ins Wasser Ringe bilden und das Geschehen am Altar der Kirche durch den spiralförmigen Zugang der Kirche wieder in die Welt hinaustragen. Der Tabernakel wurde zusammen mit den anderen liturgischen Gegenständen der Kirche von Josef Caminada, Zürich und Br. Xaver Ruckstuhl, Kloster Engelberg gestaltet. Der Tabernakel besteht aus klarem Glas und glänzendem Metall und spiegelt die Kreuzform des Oberlichts der Kirche. Der Osterleuchter und der Ambo nehmen die Gestaltung des Tabernakels auf und bilden mit dem Altar eine Einheit. Der Taufbrunnen der Kirche ist optisch als wirklicher Brunnen gestaltet und befindet sich auf der linken Seite des Altarraums. Zur Gestaltung des Taufbrunnens ist das Jesuswort zu lesen: „Das Wasser, das ich gebe, wird zur sprudelnden Quelle werden, deren Wasser ewiges Leben schenkt.“ (Joh 4,14) Diese Worte von Jesus zur Samaritanerin am Brunnen verdeutlichen, warum der Taufbrunnen fliessendes Wasser besitzt und den Kirchenbesucher einlädt, am Brunnenrand dem Wasser zuzuschauen und über die Symbolik des Taufbrunnens nachzudenken.
Unter den drei Oberlichtern im Kirchenraum finden sich an der Wand jeweils neun kreuzförmige Zeichen. Die senkrecht angeordneten Kreuze verstehen sich als die 12 Apostelkreuze der Kirche, die um 45 Grad gedrehten Kreuze bilden in ihrer Anzahl von 14 den Kreuzweg. Das 27. Zeichen an der Wand lässt die Deutung offen. Der Kirchenführer schreibt dazu: „Ist es die 15. Station nach der Grablegung: Auferstehung? Ist es die dreizehnte Person bei den Aposteln: Maria?“ In der Mitte des Altarraumes befindet sich schliesslich das Pfarreisignet: Kreis und Kreuz „verbinden sich in einer nicht-endenden Linie zu einem immer neu herausfordernden Symbol von Begrenzung und Unendlichkeit.“

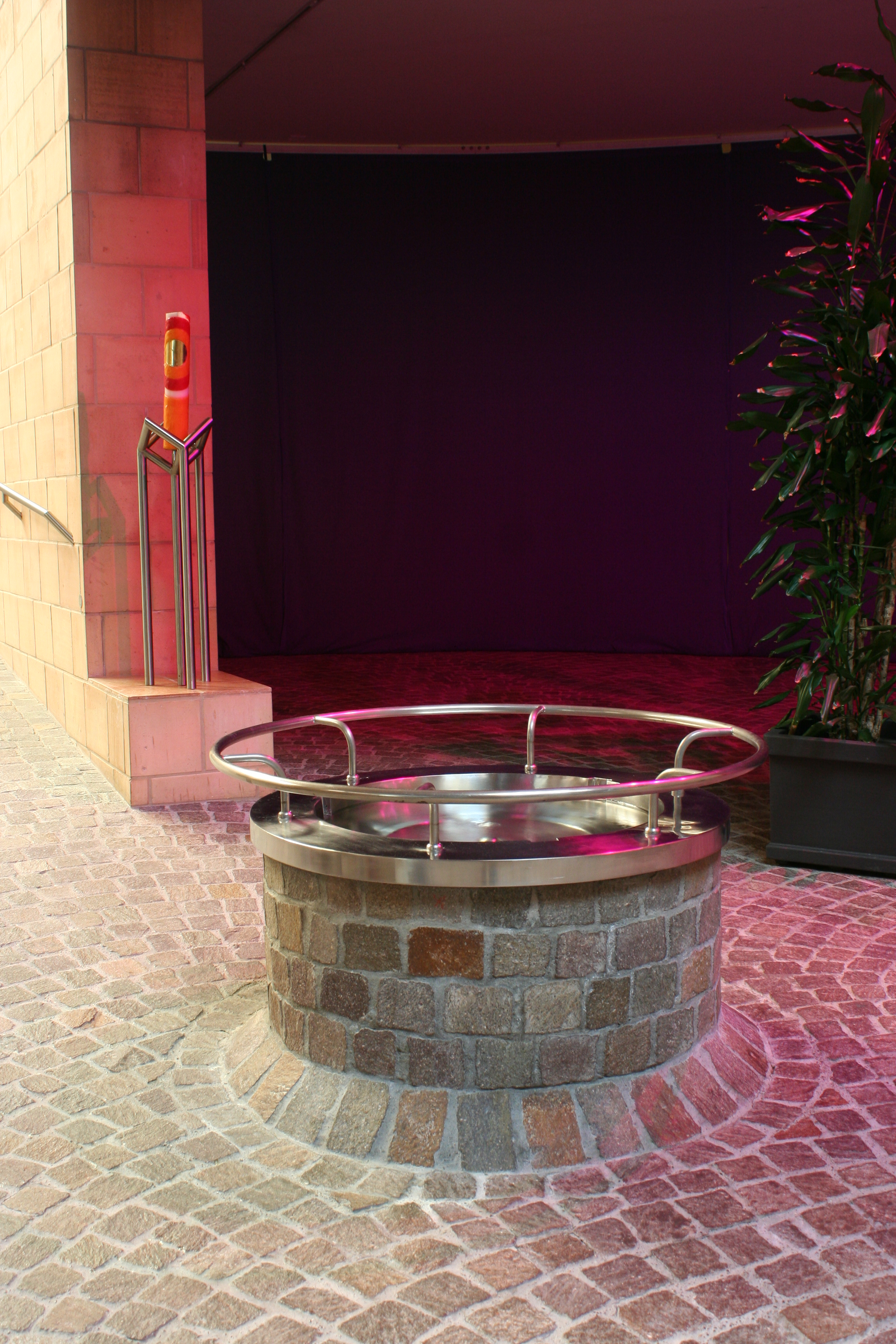
Taufbrunnen mit Osterkerze
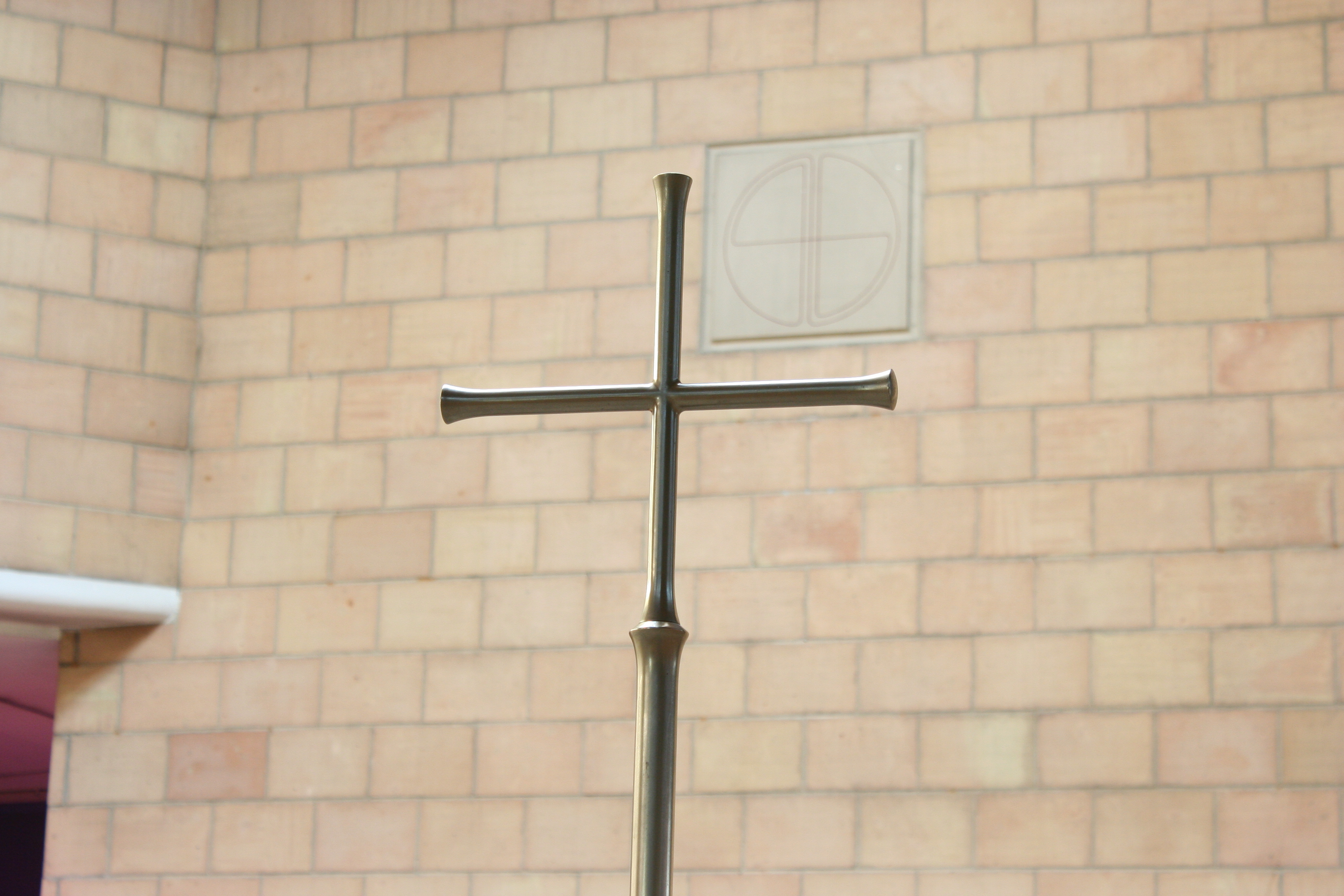
Vortragekreuz
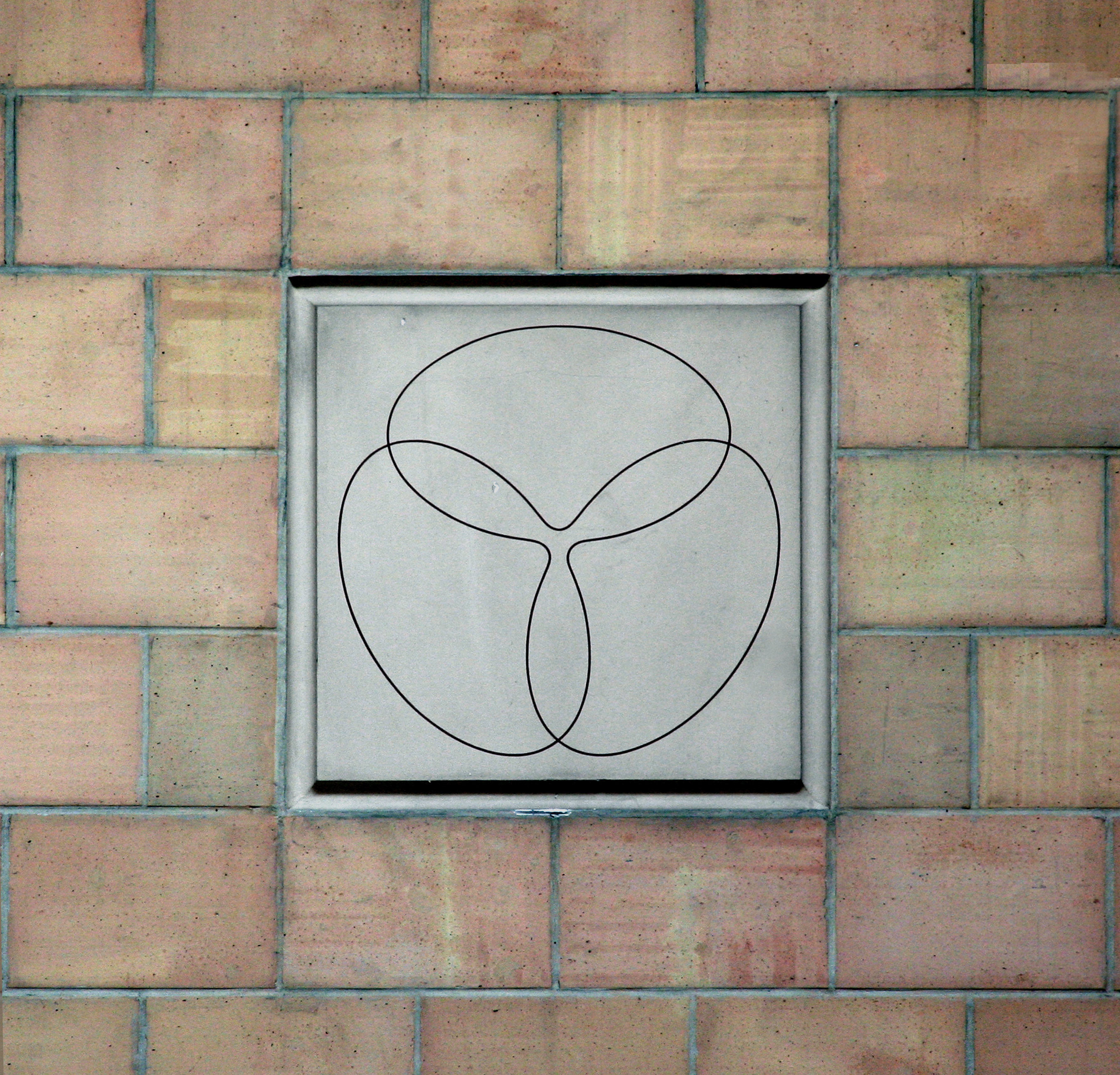
Relief im Altarraum
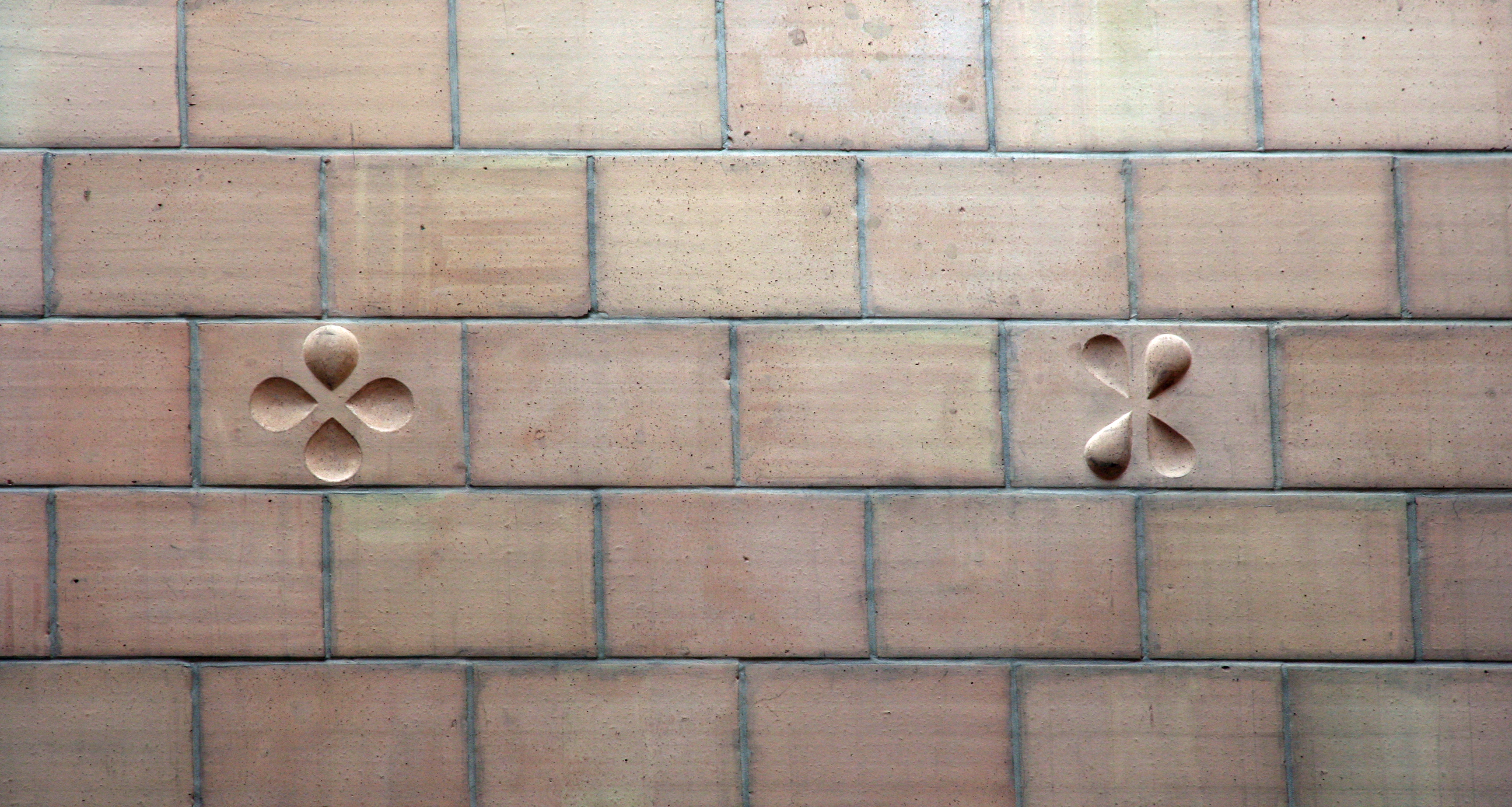
Relief im Kirchenraum

### Orgel

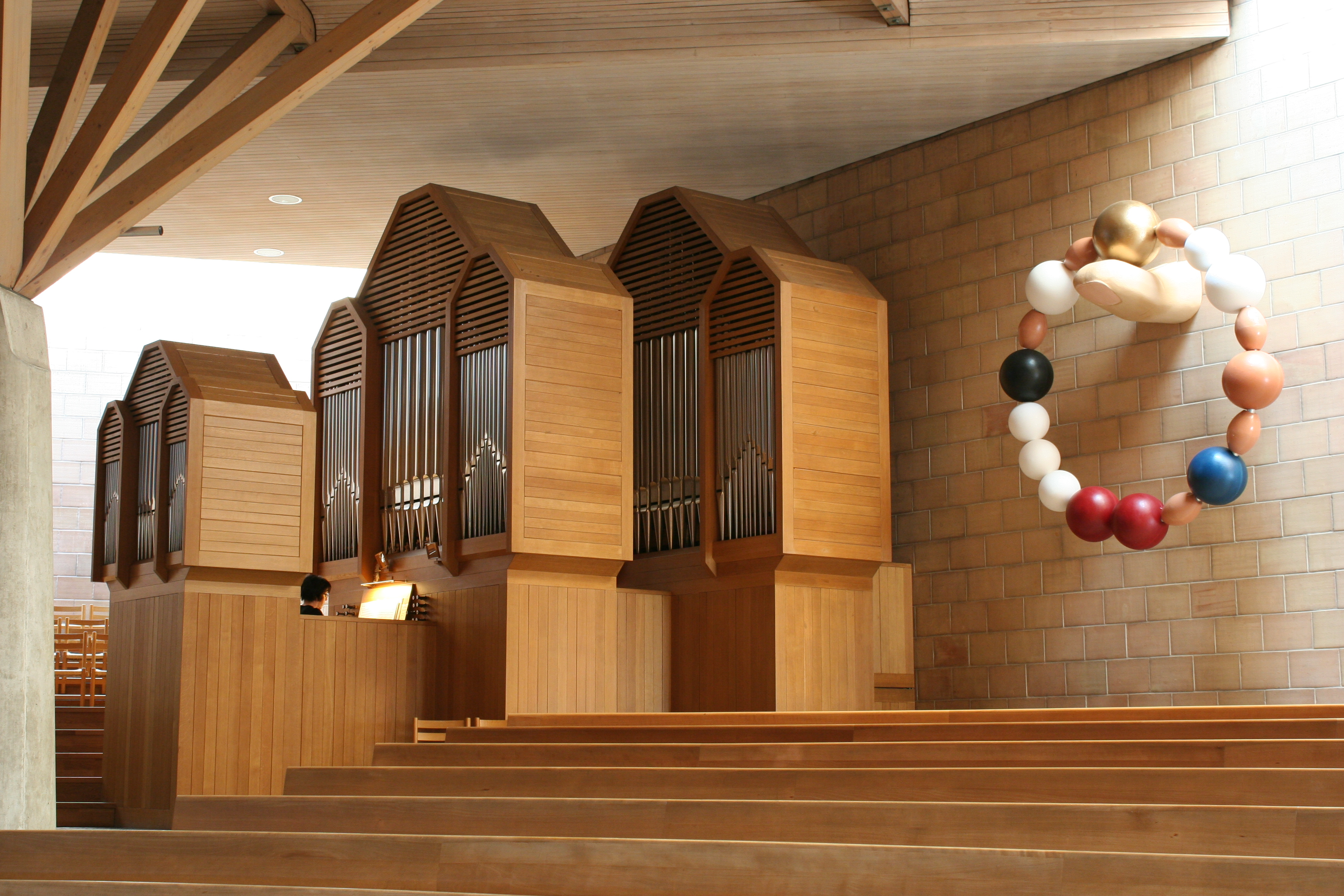
Mathis-Orgel von 1972

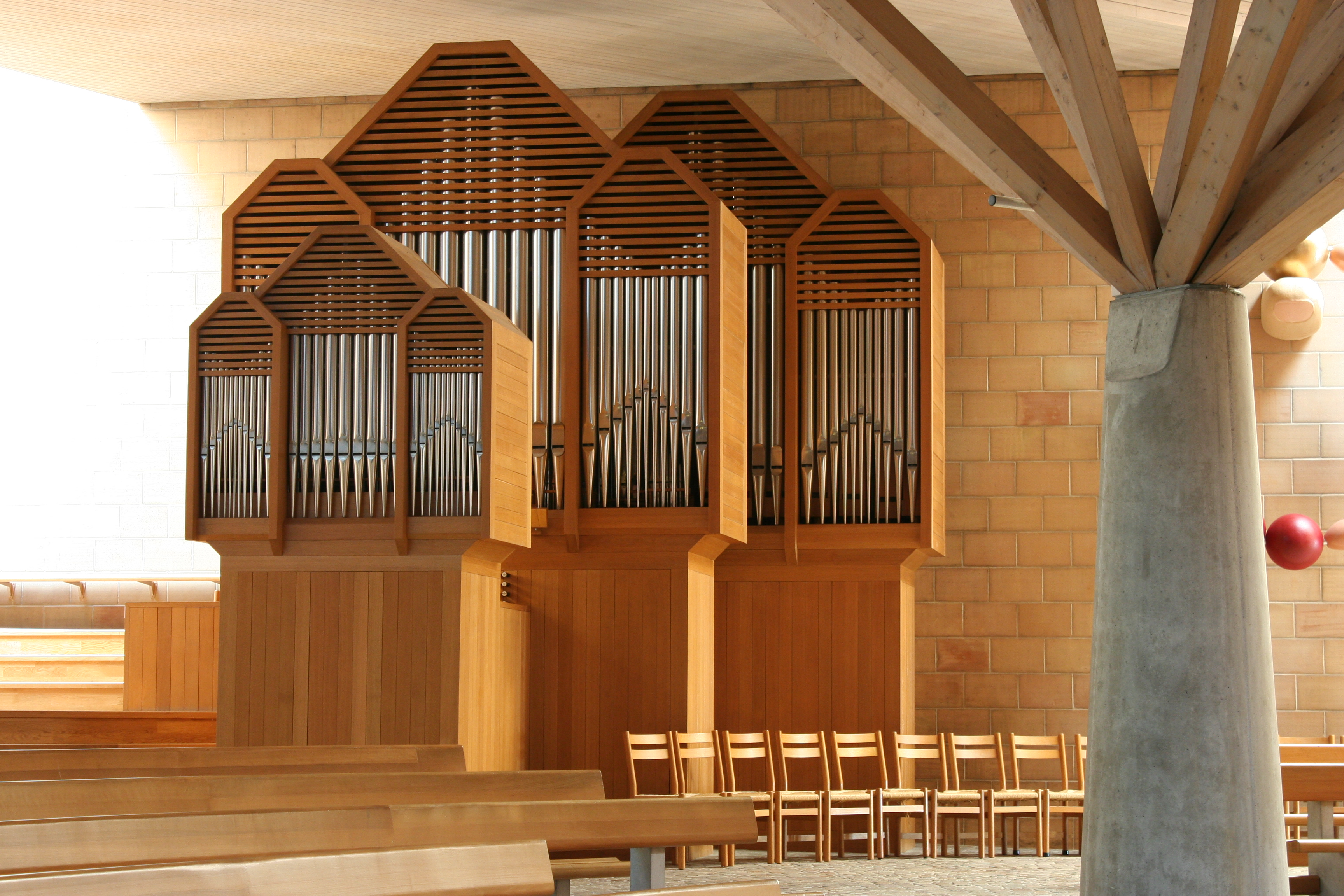

Im Jahr 1972 schuf Mathis Orgelbau das Instrument für die heutige Kirche. Es handelt sich um eine zweimanualige Orgel mit mechanischer Traktur.
| I Rückpositiv C–g3 |       |
| Gedackt            | 8′    |
| Prinzipal          | 4′    |
| Rohrflöte          | 4′    |
| Nasat              | 2 ⁄3′ |
| Flöte              | 2'    |
| Quinte             | 1 ⁄3′ |
| Scharf             | 1′    |
| Regal              | 16′   |
| Krummhorn          | 8′    |
| Tremulant          |       |

| II Hauptwerk C–g3 |       |
| Pommer            | 16'   |
| Prinzipal         | 8′    |
| Gemshorn          | 8′    |
| Oktave            | 4′    |
| Koppelflöte       | 4'    |
| Flöte             | 4′    |
| Oktave            | 2′    |
| Sesquialtera II   |       |
| Mixtur            | 1 ⁄3′ |
| Trompete          | 8′    |

| Pedal C–f1  |       |
| Subbass     | 16′   |
| Oktave      | 8′    |
| Rohrgedackt | 8′    |
| Oktave      | 4′    |
| Mixtur      | 2 ⁄3′ |
| Fagott      | 16′   |
| Posaune     | 8′    |

- Koppeln: II/I, I/P, II/P

### Gebetsnische

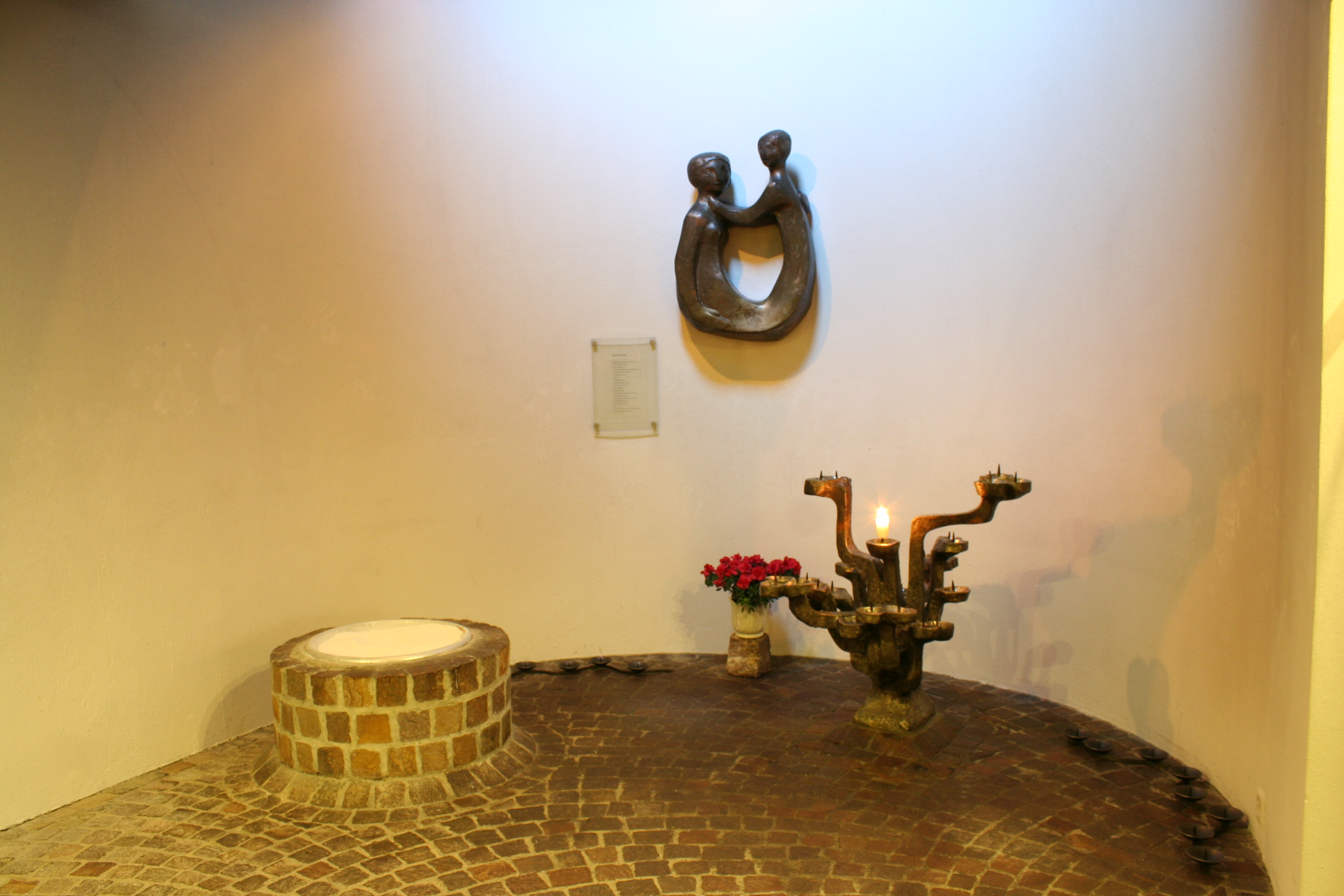
Marienbildnis

In der Gebetsnische der Kirche befindet sich ein Marienbildnis, das aus dem Schoss Mariens ihren Sohn Jesus Christus herauswachsen lässt. Aus beiden Figuren wird eine einzige Gestalt. Der Kerzenträger erhielt sein Aussehen von der Idee des Lebensbaumes. Auf 27 Blättern können Kerzen angebracht werden, wovon ein einzelnes Blatt grösser gestaltet wurde. Auf diesem Blatt befindet sich eine grössere Kerze, die auf Jesus Christus verweist, auf das Licht der Welt. An dieser grösseren Kerze werden die Votivkerzen der Gläubigen entzündet.